# 競馬公園駅
競馬公園駅（キョンマゴンウォンえき）は大韓民国京畿道果川市果川洞にある、韓国鉄道公社（KORAIL）果川線の駅である。駅番号は(436)。

## 概要
もともと果川線の計画にはなかった駅だが、韓国馬事会が駅設置を鉄道庁に要望したことによって追加された請願駅である。建設費用の全額を韓国馬事会が負担した。開業当時の駅名は「競馬場駅」だったが、賭博のイメージが強い駅名であったことから現在の駅名を使うようになった。
普段は利用客はあまり多くないが、ソウル競馬場の競馬開催日には混雑する。

## 駅構造
相対式ホーム2面2線を有する地下駅。
出入口は1番から6番までの6ヵ所ある。

### のりば
| 1 | ●果川線 | 舎堂・ソウル駅・東大門・タンゴゲ方面 |
| 2 | ●果川線 | 衿井・中央・安山・烏耳島方面         |

## 駅周辺
- 果川市環境事務所
- 国立果川科学館
- ソウル競馬公園
- 莫渓川

## 歴史
- 1994年4月1日 - 競馬場駅（경마장역）として開業。
- 2000年1月1日 - 競馬公園駅に改称。

## 利用状況
| 路線    | 乗車人員 | 乗車人員 | 乗車人員 | 乗車人員 | 乗車人員 | 乗車人員 | 乗車人員 | 乗車人員 | 乗車人員 | 乗車人員 | 注 釈 |
| 路線    | 2000年   | 2001年   | 2002年   | 2003年   | 2004年   | 2005年   | 2006年   | 2007年   | 2008年   | 2009年   | 注 釈 |
| ------- | -------- | -------- | -------- | -------- | -------- | -------- | -------- | -------- | -------- | -------- | ----- |
| ●果川線 | 5238     | 5647     | 6175     | 6043     | 5119     | 4679     | 4793     | 5486     | 6145     | 6325     | [ 3 ] |

## 隣の駅
韓国鉄道公社
●果川線
ソンバウィ駅 (435) - 競馬公園駅 (436) - 大公園駅 (437)